# Lackendorf
Lackendorf est une commune autrichienne du district d'Oberpullendorf dans le Burgenland.